# جان ألكسندر باريه
جان ألكسندر باري (بالفرنسية: Jean Alexandre Barré)‏‏ (25 مايو 1880 - 26 أبريل 1967 في ستراسبورغ) طبيب، وطبيب أعصاب من فرنسا.